# Municipio de Jackson (condado de St. Clair)
El municipio de Jackson (en inglés: Jackson Township) es un municipio ubicado en el condado de St. Clair en el estado estadounidense de Misuri. En el año 2010 tenía una población de 617 habitantes y una densidad poblacional de 4,66 personas por km².

## Geografía
El municipio de Jackson se encuentra ubicado en las coordenadas 38°8′50″N 93°34′10″O / 38.14722, -93.56944. Según la Oficina del Censo de los Estados Unidos, el municipio tiene una superficie total de 132.48 km², de la cual 108,83 km² corresponden a tierra firme y (17,85 %) 23,65 km² es agua.

## Demografía
Según el censo de 2010, había 617 personas residiendo en el municipio de Jackson. La densidad de población era de 4,66 hab./km². De los 617 habitantes, el municipio de Jackson estaba compuesto por el 96,92 % blancos, el 0,32 % eran afroamericanos, el 0,97 % eran amerindios, el 0,16 % eran asiáticos, el 0,32 % eran de otras razas y el 1,3 % eran de una mezcla de razas. Del total de la población el 1,62 % eran hispanos o latinos de cualquier raza.